# Irwiniella velutina
Irwiniella velutina är en tvåvingeart som först beskrevs av Krober 1912.  Irwiniella velutina ingår i släktet Irwiniella och familjen stilettflugor.
Artens utbredningsområde är Madagaskar. Inga underarter finns listade i Catalogue of Life.